# 松平乗統 (子爵)

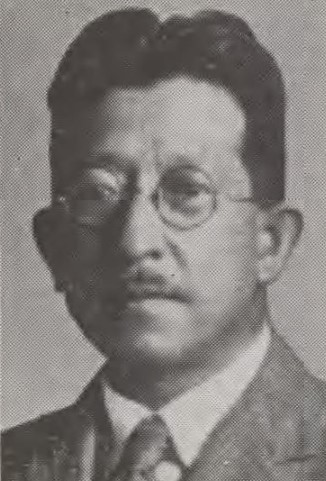
松平乗統

松平 乗統（乘統、まつだいら のりつな、1883年（明治16年）1月27日 - 1961年（昭和36年）7月28日）は、明治から昭和期の宮内官、政治家、華族。貴族院子爵議員。旧名・源次郎。

## 経歴
旧西尾藩主家当主、子爵・松平乗承の二男として生まれる。1912年、乗統に改名。父の隠居に伴い、1929年（昭和4年）6月15日、子爵を襲爵した。
学習院高等科を経て、1907年（明治40年）7月、東京帝国大学文科大学史学科（国史学）を卒業し、同学史料編纂係嘱託となる。1908年（明治41年）宮内省皇孫御用掛に就任。以後、皇子御用掛兼東宮職御用掛、皇子傅育官、式部官兼御歌所主事、大礼使典儀官兼主猟官、兼李王職典紀などを務めた。
1934年（昭和9年）7月4日、貴族院子爵議員補欠選挙で当選し、研究会に所属して活動し1947年5月2日の貴族院廃止まで2期在任した。

## 親族
- 妻 総子（ふさこ、佐竹義理二女、1907年6月結婚）[1][3]
- 長男 乗光（旧名・源次郎）[1]
- 二男 牧野忠永（旧名・義夫、牧野忠篤養子）[1]
- 四男 加藤斉（加藤隆義養子）[1]
- 五男 潔（式部副長）[1]